# Elecciones al Parlamento Tibetano en el Exilio de 1960

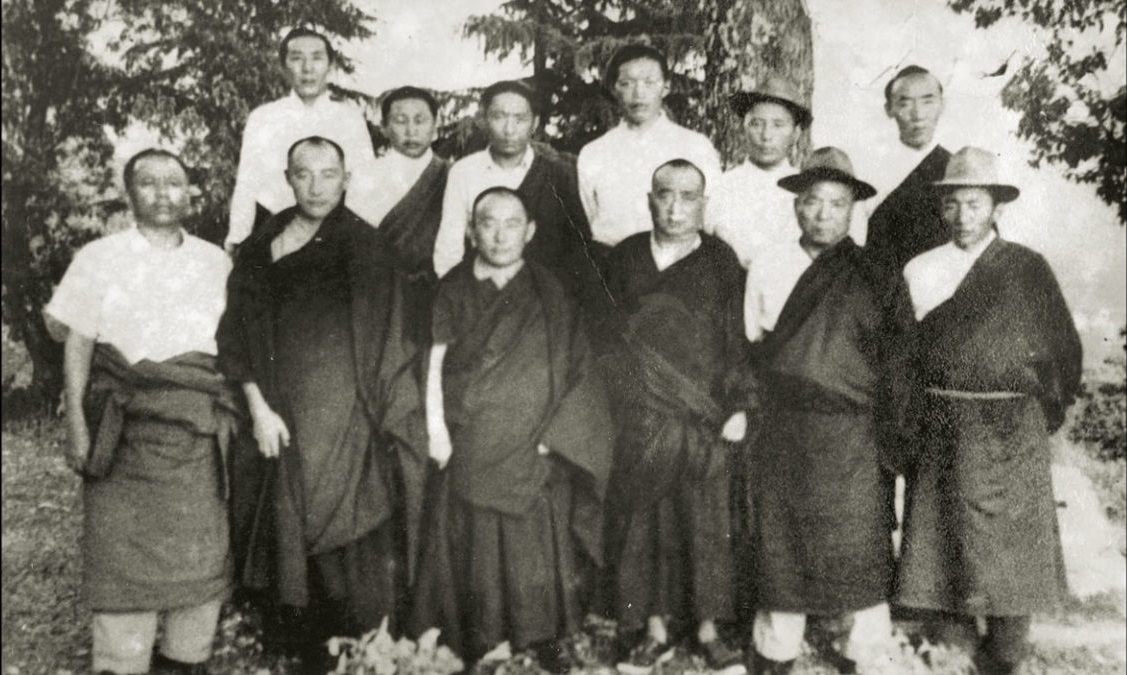
Primera parlamentos tibetanos en el exilio

Las primeras elecciones parlamentarias del exilio tibetano se llevaron a cabo el 2 de septiembre de 1960, tal y como lo había anunciado el dalái lama en enero de ese año durante su visita a Bodh Gaya, y fueron parte de un proceso de democratización de la sociedad tibetana impulsado por el dalái lama. Fue la primera ocasión en que los tibetanos realizaron un proceso democrático y es hoy celebrado por la diáspora tibetana como “Día de la Democracia”. Una de las primeras decisiones que tomó la entonces denominada Asamblea Tibetana fue abolir todos los títulos nobiliarios y privilegios de la aristocracia feudal, la jerarquía religiosa budista y los jefes tribales. Después de esa fecha se han convocado elecciones para otros quince parlamentos tibetanos en el exilio.  

## Conformación
| Lugar | Miembro                                   | Representación                                                           |
| ----- | ----------------------------------------- | ------------------------------------------------------------------------ |
| 1     | Karma Thubten                             | Nyingma                                                                  |
| 2     | Jheshong Tsewang Tamdin                   | Sakya                                                                    |
| 3     | Atro Rinpoché Karma Shenphen Choekyi Dawa | Kagyu                                                                    |
| 4     | Chiso Lobsang Namgyal                     | Gelug                                                                    |
| 5     | Samkhar Tsering Wangdu                    | Ü-Tsang                                                                  |
| 6     | Tamshul Dhedong Wangdi Dorje              |                                                                          |
| 7     | Phartsang Chukhor Kalsang Damdul          |                                                                          |
| 8     | Drawu Rinchen Tsering                     | Kham (Dhotoe)                                                            |
| 9     | Jangtsetsang Tsering Gonpo                |                                                                          |
| 10    | Sadutsang Lobsang Nyandak                 |                                                                          |
| 11    | Alag Trigen Jamyang                       | Renunció, remplazado por Tongkhor Trulku Lobsang Jangchub, Amdo (Dhomey) |
| 12    | Gungthang Tsultrim                        |                                                                          |
| 13    | Gyalrong Trichu Dorje Pelsang             |                                                                          |